# WM Motor
WM Motor Technology Co Ltd — китайська компанія, що спеціалізується на виробництві електромобілів (BEV) під брендом Weltmeister (кит. 威马汽车).

## Опис
2017 року Weltmeister почала партнерство з німецьким спеціалізованим автовиробником і дизайн-компанією Isdera для проектування та виробництва електромобілів. 2018 року Isdera Commendatore GT стала першим автомобілем, розробленим у цьому партнерстві, його було представлено на Пекінському автосалоні 2018 року.
Компанія випустила свій перший серійний автомобіль EX5 у травні 2018 року на Пекінському автосалоні, а поставки почалися у вересні 2018 року.
Серед інвесторів WM — китайські технологічні компанії Baidu та Tencent. Автомобілі Weltmeister виробляються на власній і керованій WM Motor виробничій потужності у Веньчжоу, провінція Чжецзян, яка має річну потужність 100 000 одиниць. WM Motor також підтримує R&D потужності в Китаї, Німеччині та США. 

### Банкрутство
У другій половині 2022 року WM Motors опинилася в поганій фінансовій ситуації, яка була спричинена зростанням боргу та зафіксованими збитками, незважаючи на спроби збільшити продажі та продуктовий портфель. В результаті компанія не змогла запустити в продаж флагманську модель M7 , а більше того - в кінці 2022 року припинила виробництво всіх існуючих моделей, звільнила штат і закрила більшість торгових точок.  Наступного року президент WM Motor почав шукати нові джерела фінансування та запровадив план економії.  Ці дії виявилися безуспішними, і в результаті в середині жовтня 2023 року WM Motor оголосила про банкрутство.  Фрімен Шен зазначив, що факторами, які заважають компанії залишатися на ринку, були економічні наслідки пандемії COVID-19, стагнація ринку капіталу та зростання цін на сировину.  Банкрутство компанії призвело до радикальних труднощів для нинішніх власників Weltmeister. Через день після того, як шанхайський суд прийняв заяву про банкрутство, водії втратили доступ до мобільного додатку WM Motor, перестав працювати веб-сайт і зник зв’язок із центром підтримки, що поставило під питання післяпродажне та сервісне обслуговування. 

## Моделі
- Weltmeister E5 (2021–2022), електричний компактний седан
- Weltmeister EX5 (2018–2022), електричний компактний SUV
- Weltmeister EX6 (2019-2022), електричний середньорозмірний SUV
- Weltmeister W6 (2021-2022), електричний компактний SUV

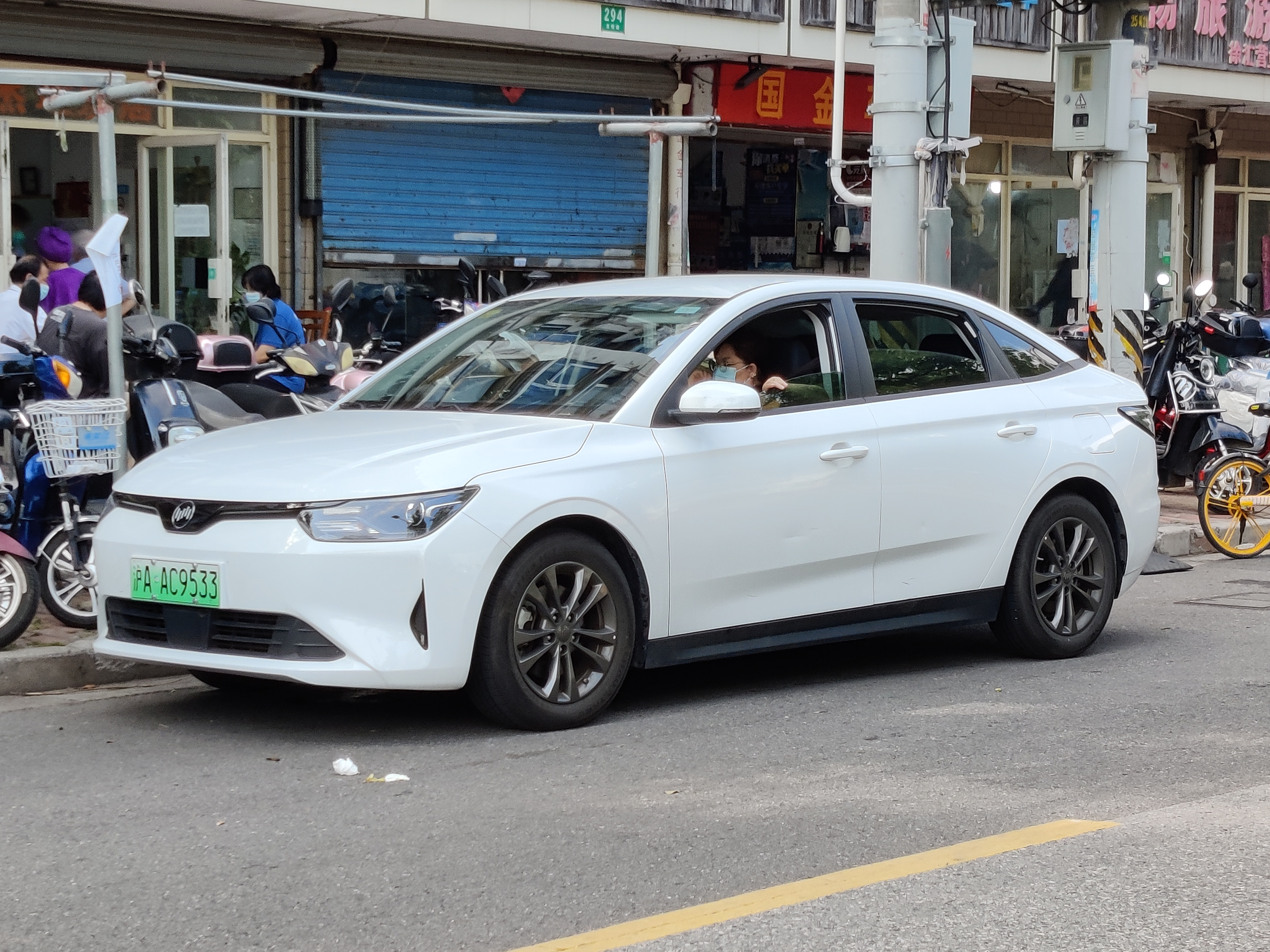
Weltmeister E5
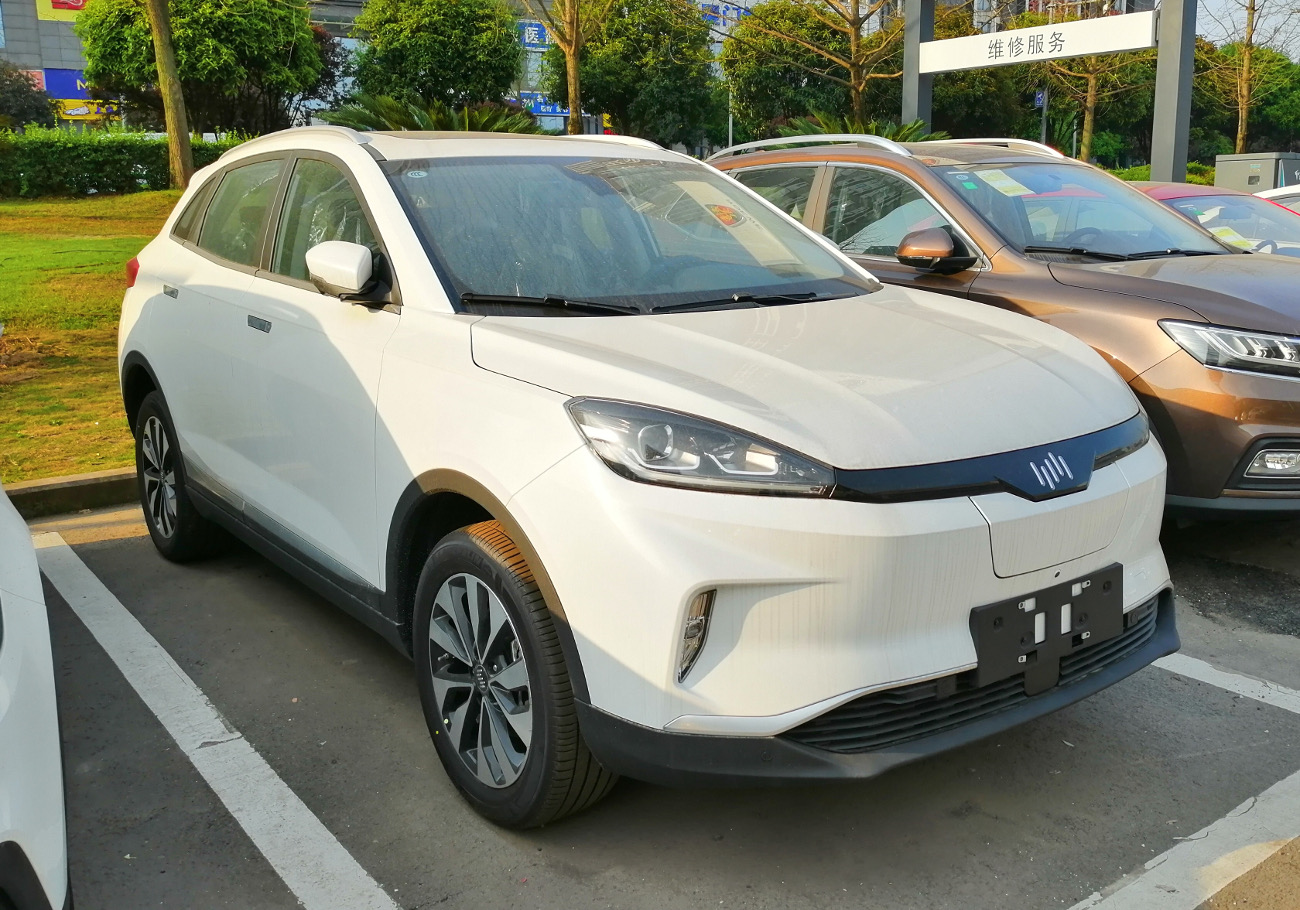
Weltmeister EX5
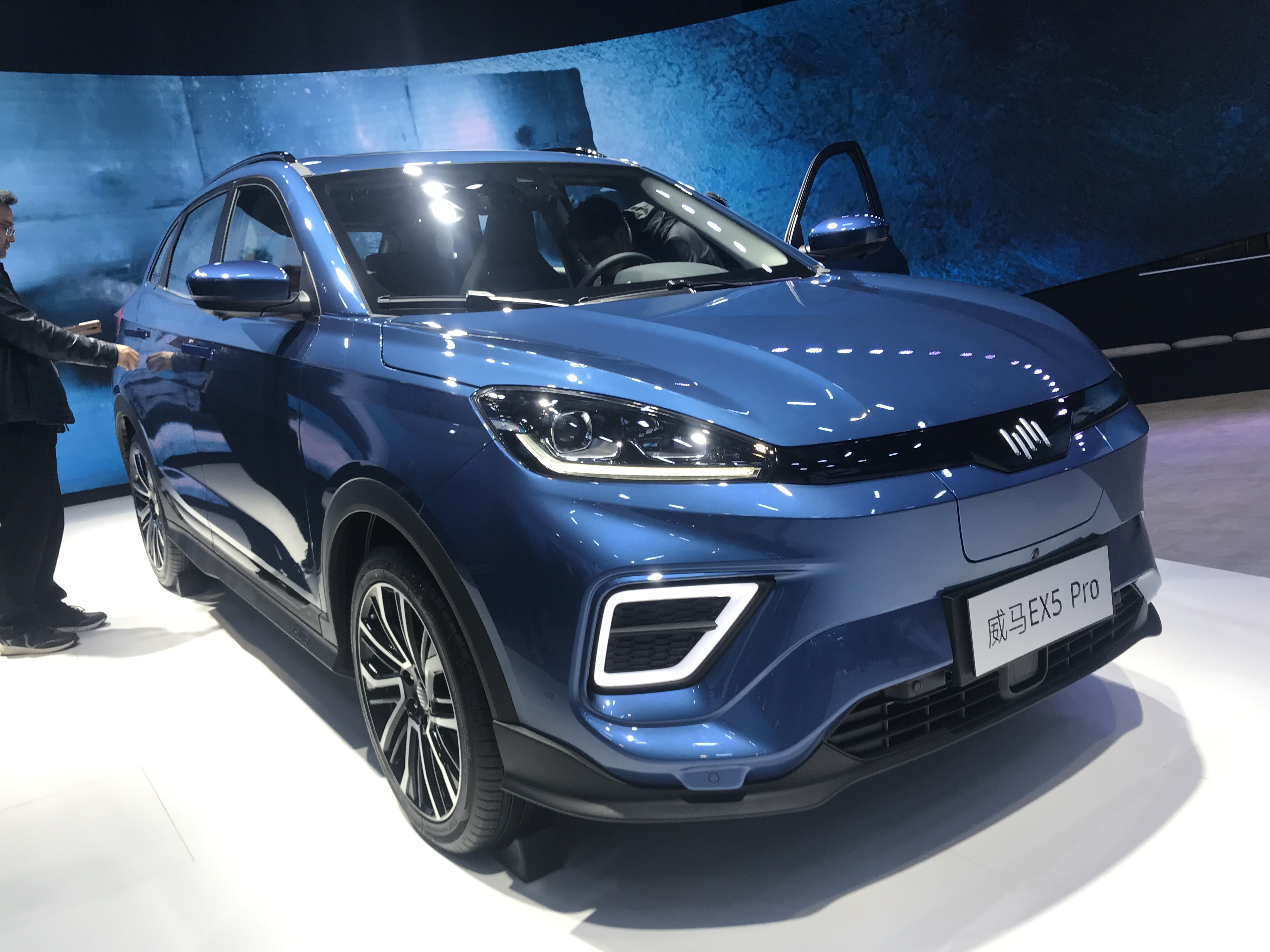
Weltmeister EX5 Pro
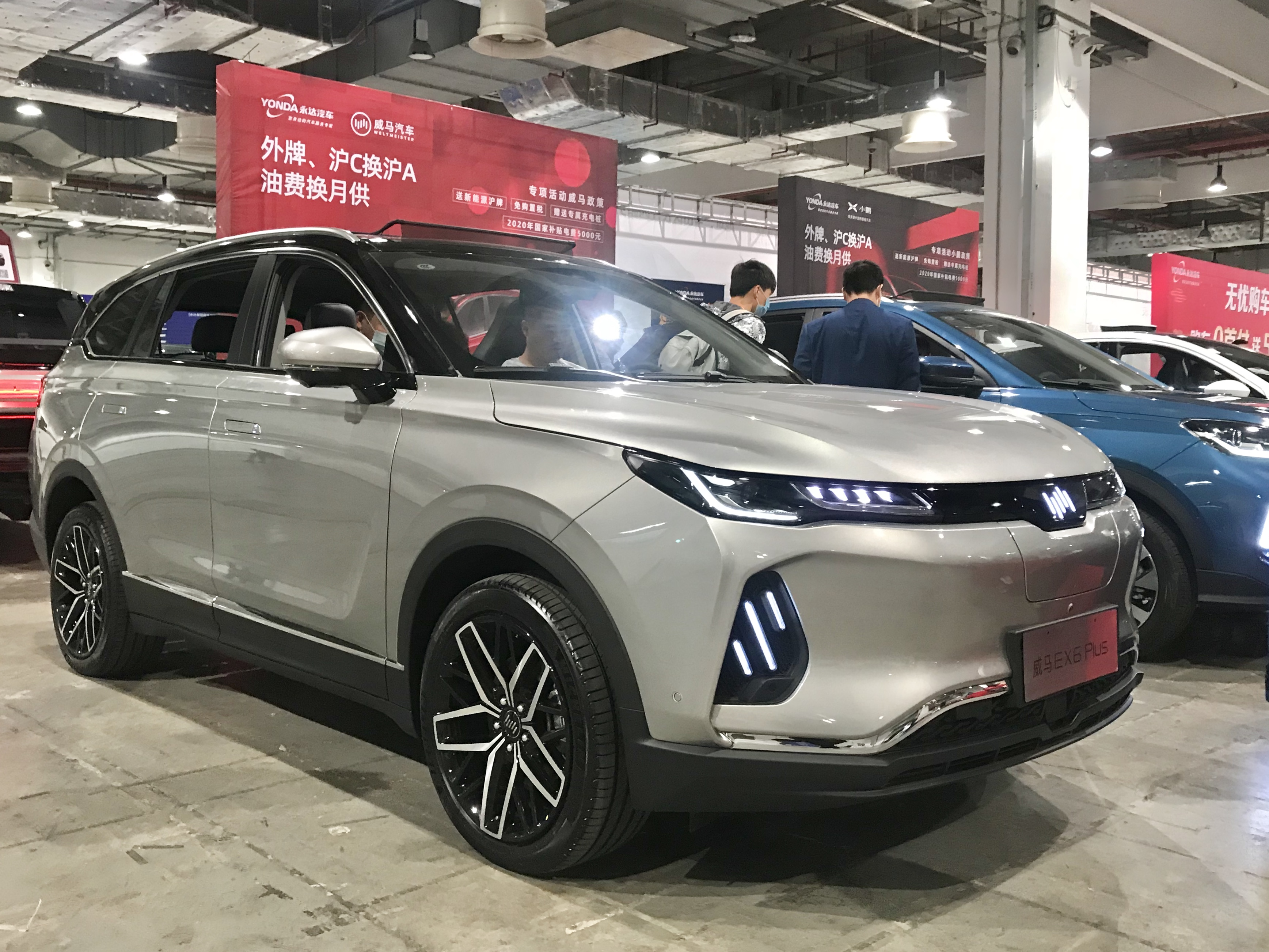
Weltmeister EX6 Plus
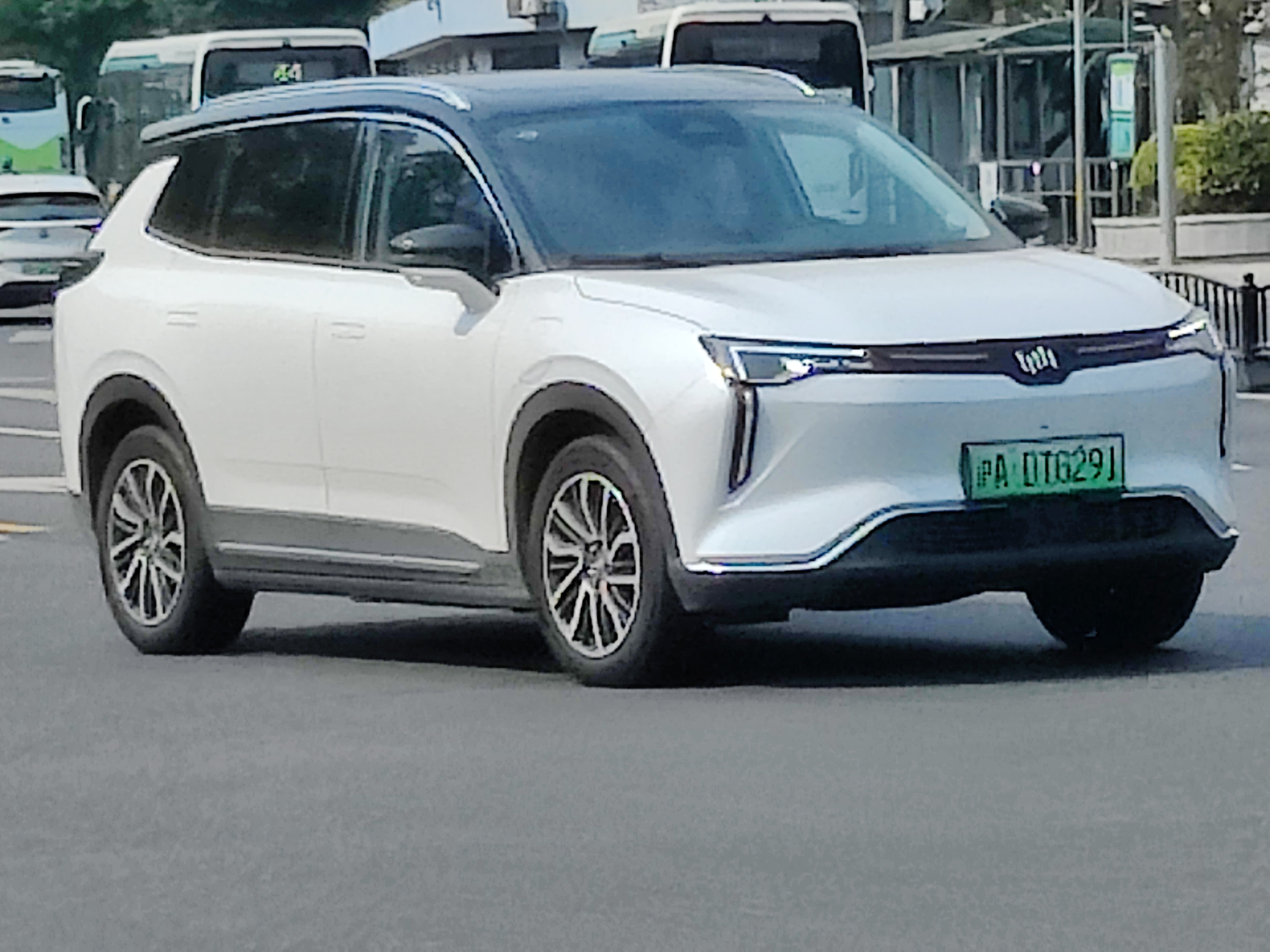
Weltmeister W6
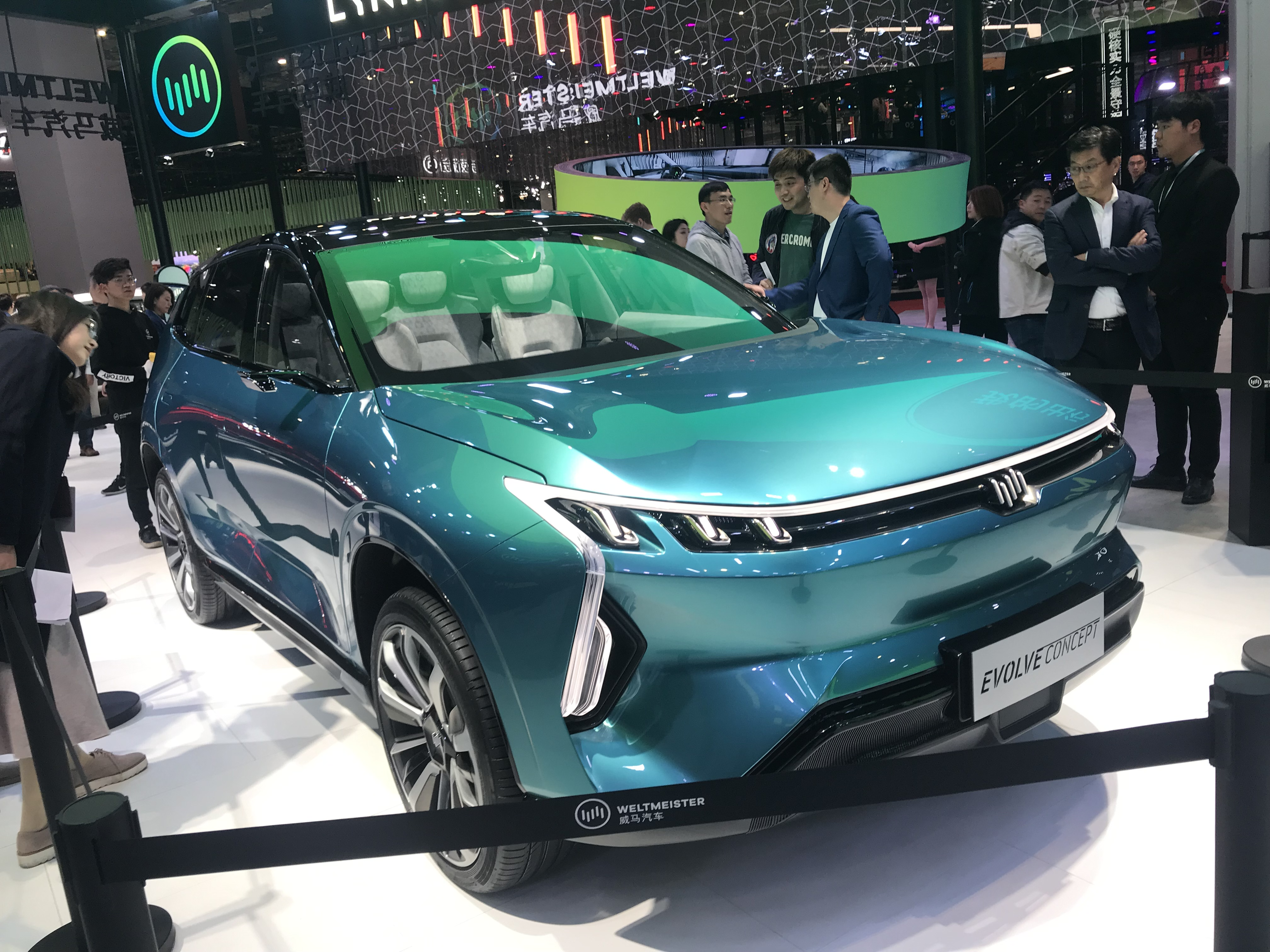
Weltmeister Evolve Concept
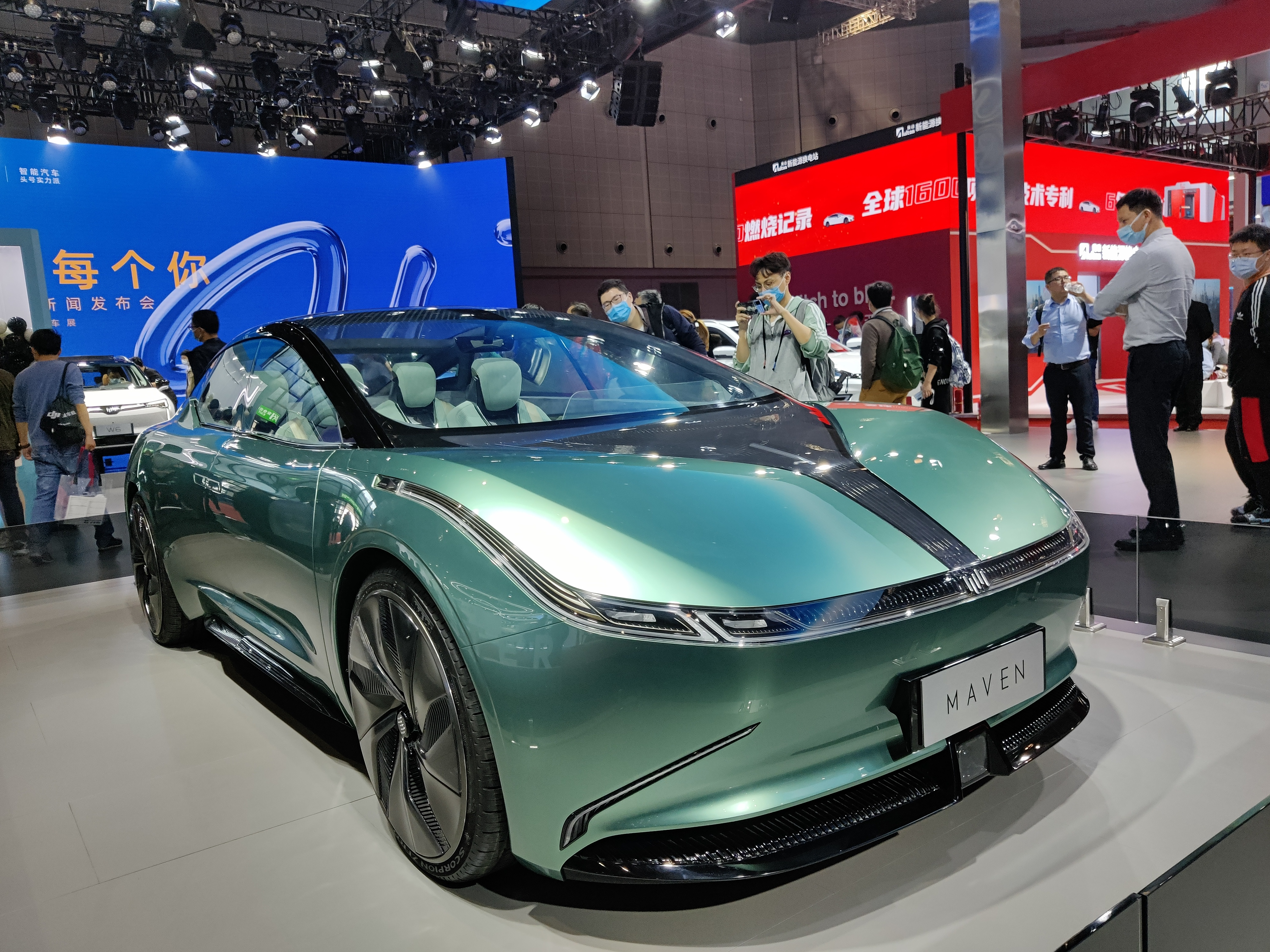
Weltmeister Maven Concept
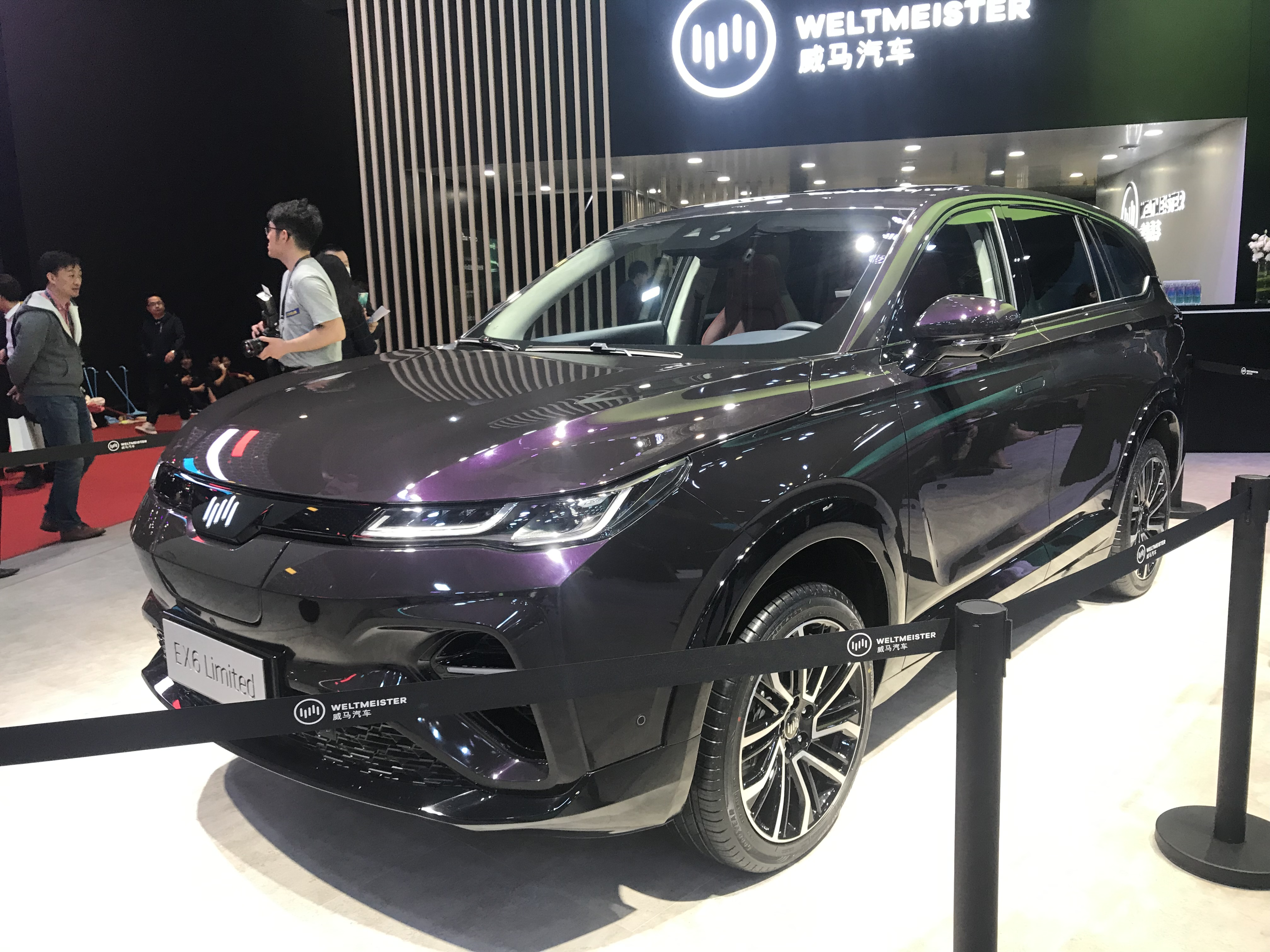
Weltmeister EX6